# Wendell (Idaho)
Wendell és una població dels Estats Units a l'estat d'Idaho. Segons el cens del 2000 tenia 2.338 habitants.

## Demografia
Segons el cens del 2000, Wendell tenia 2.338 habitants, 835 habitatges, i 613 famílies. La densitat de població era de 798,9 habitants/km².
Dels 835 habitatges en un 36,8% hi vivien nens de menys de 18 anys, en un 58,1% hi vivien parelles casades, en un 12,1% dones solteres, i en un 26,5% no eren unitats familiars. En el 22,2% dels habitatges hi vivien persones soles el 10,3% de les quals corresponia a persones de 65 anys o més que vivien soles. El nombre mitjà de persones vivint en cada habitatge era de 2,76 i el nombre mitjà de persones que vivien en cada família era de 3,23.
Per edats la població es repartia de la següent manera: un 30,7% tenia menys de 18 anys, un 9,6% entre 18 i 24, un 23,7% entre 25 i 44, un 19,5% de 45 a 60 i un 16,5% 65 anys o més.
L'edat mediana era de 33 anys. Per cada 100 dones de 18 o més anys hi havia 91,2 homes.
La renda mediana per habitatge era de 29.390 $ i la renda mediana per família de 32.377 $. Els homes tenien una renda mediana de 23.750 $ mentre que les dones 14.375 $. La renda per capita de la població era de 14.169 $. Aproximadament l'11,7% de les famílies i el 13,1% de la població estaven per davall del llindar de pobresa.

## Poblacions més properes
El següent diagrama mostra les poblacions més properes.